# Vågbandat ordensfly
Vågbandat ordensfly, Catocala sponsa är en fjärilsart som beskrevs av Carl von Linné 1767. Vågbandat ordensfly ingår i släktet Catocala och familjen nattflyn, Noctuidae. En underart finns listad i Catalogue of Life, Catocala sponsa laeta Oberthür, 1907.

## Bildgalleri

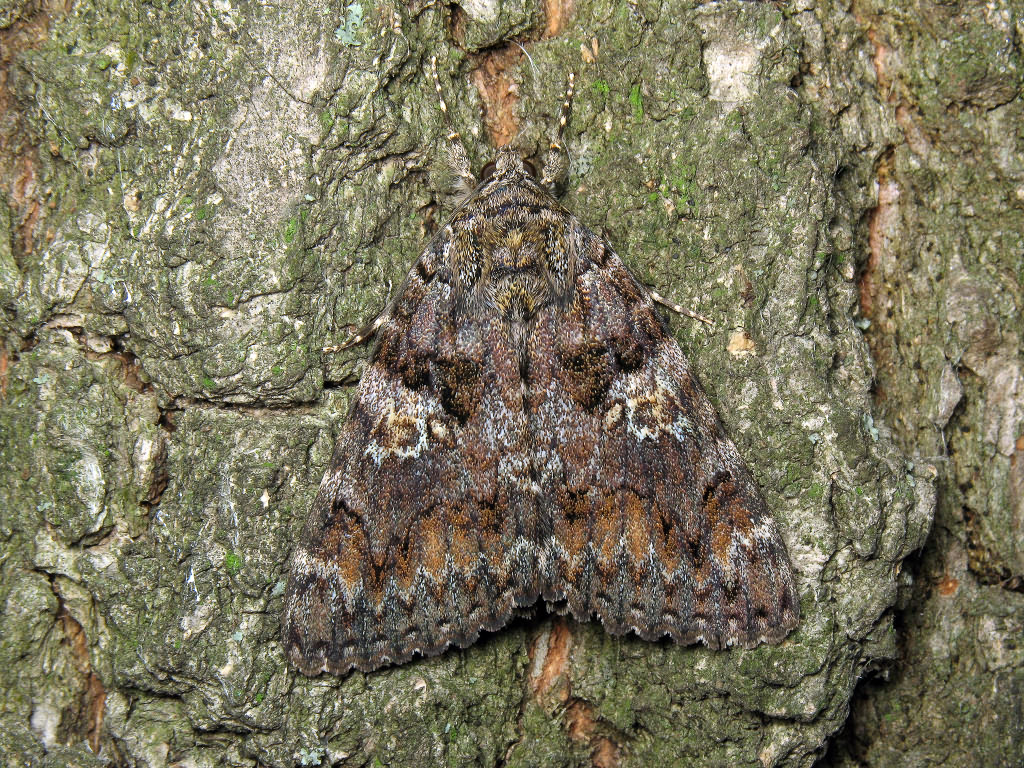
Imago fjäril med hopslagna vingar
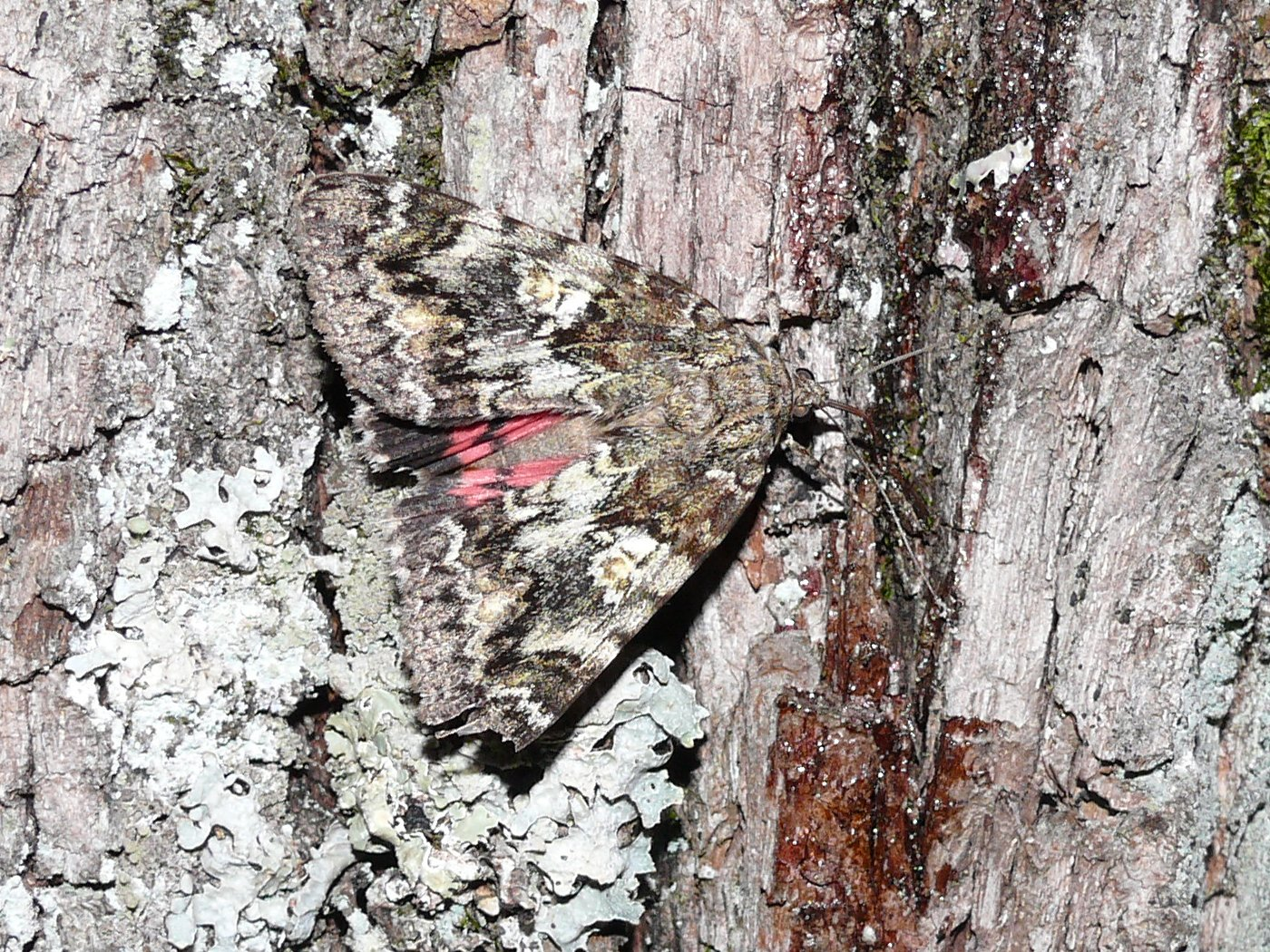
Imago fjäril med vingarna något utbredda
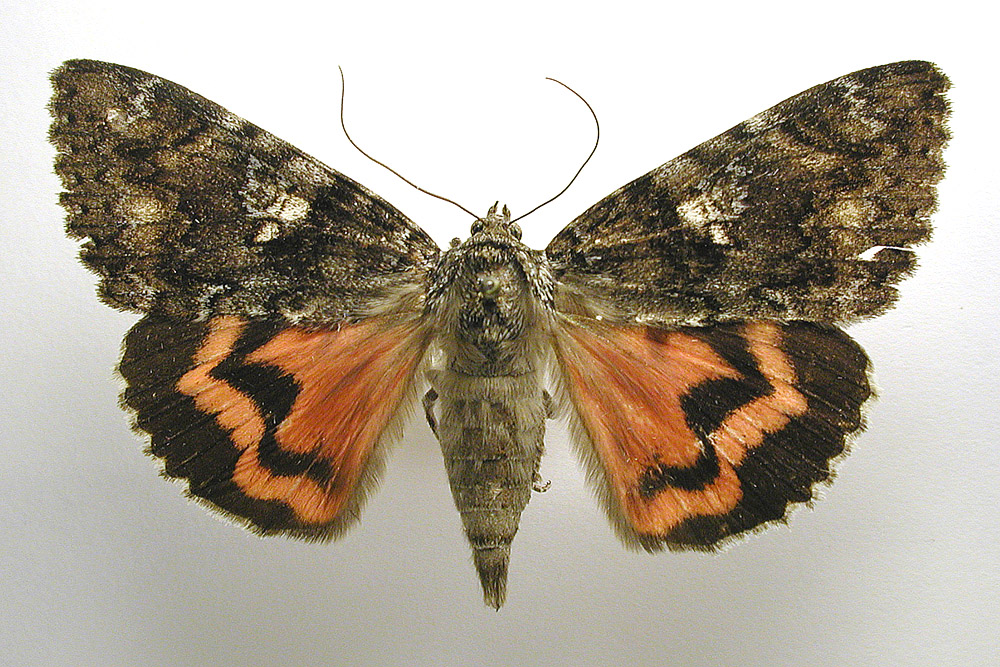
Preparerad (uppnålad) imago fjäril